# Sandra Cecchini
Pour les articles homonymes, voir Cecchini.
Anna-Maria « Sandra » Cecchini (née le 27 février 1965 à Bologne) est une joueuse de tennis italienne des années 1980 et 1990.
En 1985, elle a joué les quarts de finale à Roland-Garros (battue par Martina Navrátilová), sa meilleure performance dans une épreuve du Grand Chelem.
Pendant sa carrière, Sandra Cecchini a gagné douze titres WTA en simple, essentiellement dans des épreuves secondaires, faisant d'elle l'une des joueuses les plus récompensées depuis le début des années 1970. 
Bonne spécialiste de double, elle s'est aussi imposée à onze reprises dans cette discipline, dont sept aux côtés de Patricia Tarabini.

## Palmarès

### Titres en simple dames
| No | Date       | Nom et lieu du tournoi                   | Catégorie  | Dotation  | Surface      | Finaliste            | Score          |               |          |
| -- | ---------- | ---------------------------------------- | ---------- | --------- | ------------ | -------------------- | -------------- | ------------- | -------- |
| 1  | 23-04-1984 | Taranto Tournament, Tarente              | VS Tour C1 | 50 000 $  | Terre (ext.) | Sabrina Goleš        | 6-2, 7-5       | Parcours      |          |
| 2  | 09-07-1984 | Santista Textile Open, Rio de Janeiro    |            | 50 000 $  | Dur (ext.)   | Adriana Villagrán    | 6-3, 6-3       | Parcours      |          |
| 3  | 06-05-1985 | Barcelone, Barcelone                     |            | 50 000 $  | Terre (ext.) | Raffaella Reggi      | 6-3, 6-4       | Parcours      |          |
| 4  | 14-07-1986 | Elektra Cup, Brégence                    |            | 50 000 $  | Terre (ext.) | Mariana Pérez Roldán | 6-4, 6-0       | Parcours      |          |
| 5  | 06-07-1987 | Volvo Ladies Event, Båstad               |            | 75 000 $  | Terre (ext.) | Catarina Lindqvist   | 6-4, 6-4       | Parcours      |          |
| 6  | 02-11-1987 | Virginia Slims of Arkansas, Little Rock  |            | 75 000 $  | Dur (ext.)   | Natasha Zvereva      | 0-6, 6-1, 6-3  | Parcours      |          |
| 7  | 16-05-1988 | Internationaux de Strasbourg, Strasbourg | Tier V     | 100 000 $ | Terre (ext.) | Judith Wiesner       | 6-3, 6-0       | Parcours      |          |
| 8  | 11-07-1988 | Nice Open, Nice                          | Tier V     | 100 000 $ | Terre (ext.) | Nathalie Tauziat     | 7-5, 6-4       | Parcours      |          |
| 9  | 18-09-1989 | [[\|Clarins Open]], Paris                | Tier V     | 100 000 $ | Terre (ext.) | NC                   | Regina Kordová | 6-4, 6-7, 6-1 | Parcours |
| 10 | 09-07-1990 | Swedish Open, Båstad                     | Tier V     | 75 000 $  | Terre (ext.) | Csilla Bartos        | 6-1, 6-2       | Parcours      |          |
| 11 | 22-04-1991 | Croatian Lottery Cup, Bol                | Tier V     | 100 000 $ | Terre (ext.) | Magdalena Maleeva    | 6-4, 3-6, 7-5  | Parcours      |          |
| 12 | 14-09-1992 | [[\|Clarins Open]], Paris                | Tier IV    | 150 000 $ | Terre (ext.) | NC                   | Emanuela Zardo | 6-2, 6-1      | Parcours |

### Finales en simple dames
| No | Date       | Nom et lieu du tournoi             | Catégorie | Dotation  | Surface         | Vainqueure        | Score    |          |
| -- | ---------- | ---------------------------------- | --------- | --------- | --------------- | ----------------- | -------- | -------- |
| 1  | 18-05-1987 | GP de Strasbourg, Strasbourg       |           | 75 000 $  | Terre (ext.)    | Carling Bassett   | 6-3, 6-4 | Parcours |
| 2  | 04-07-1988 | Volvo Cup, Båstad                  | Tier V    | 75 000 $  | Terre (ext.)    | Isabel Cueto      | 7-5, 6-1 | Parcours |
| 3  | 17-07-1989 | Estoril Open, Estoril              | Tier V    | 100 000 $ | Terre (ext.)    | Isabel Cueto      | 7-6, 6-2 | Parcours |
| 4  | 08-07-1991 | Torneo Internazionale, Palerme     | Tier IV   | 75 000 $  | Terre (ext.)    | Mary Pierce       | 6-0, 6-3 | Parcours |
| 5  | 19-09-1994 | Moscow Ladies Open, Moscou         | Tier III  | 150 000 $ | Moquette (int.) | Magdalena Maleeva | 7-5, 6-1 | Parcours |
| 6  | 05-08-1996 | Meta Styrian Open, Maria Lankowitz | Tier IV   | 107 500 $ | Terre (ext.)    | Barbara Paulus    | 0-0, ab. | Parcours |

### Titres en double dames
| No | Date       | Nom et lieu du tournoi       | Catégorie | Dotation  | Surface      | Partenaire        | Finalistes                         | Score         |          |
| -- | ---------- | ---------------------------- | --------- | --------- | ------------ | ----------------- | ---------------------------------- | ------------- | -------- |
| 1  | 29-04-1985 | Italian Open Tarente         |           | 50 000 $  | Terre (ext.) | Raffaella Reggi   | Patrizia Murgo Barbara Romano      | 1-6, 6-4, 6-3 | Parcours |
| 2  | 21-04-1986 | Wild Dunes Charleston        |           | 75 000 $  | Terre (ext.) | Sabrina Goleš     | Laura Arraya Marcela Skuherská     | 4-6, 6-0, 6-3 | Parcours |
| 3  | 04-07-1988 | Volvo Cup Båstad             | Tier V    | 75 000 $  | Terre (ext.) | Mercedes Paz      | Linda Ferrando Silvia La Fratta    | 6-0, 6-2      | Parcours |
| 4  | 10-07-1989 | Arcachon Cup Arcachon        | Tier V    | 100 000 $ | Terre (ext.) | Patricia Tarabini | Mercedes Paz Brenda Schultz        | 6-3, 7-6      | Parcours |
| 5  | 11-09-1989 | Athens Open Athènes          | Tier V    | 75 000 $  | Terre (ext.) | Patricia Tarabini | Silke Meier Elena Pampoulova       | 4-6, 6-4, 6-2 | Parcours |
| 6  | 18-09-1989 | [[\|Clarins Open]] Paris     | Tier V    | 100 000 $ | Terre (ext.) | NC                | Nathalie Herreman Catherine Suire  | 6-1, 6-1      | Parcours |
| 7  | 16-07-1990 | Estoril Ladies Open Estoril  | Tier V    | 100 000 $ | Terre (ext.) | Patricia Tarabini | Carin Bakkum Nicole Jagerman       | 1-6, 6-2, 6-3 | Parcours |
| 8  | 14-09-1992 | [[\|Clarins Open]] Paris     | Tier IV   | 150 000 $ | Terre (ext.) | NC                | Rachel McQuillan Noëlle van Lottum | 7-5, 6-1      | Parcours |
| 9  | 26-07-1993 | San Marino Open Saint-Marin  | Tier IV   | 100 000 $ | Terre (ext.) | Patricia Tarabini | Florencia Labat Barbara Rittner    | 6-3, 6-2      | Parcours |
| 10 | 25-07-1994 | Styrian Open Maria Lankowitz | Tier IV   | 100 000 $ | Terre (ext.) | Patricia Tarabini | Alexandra Fusai Karina Habšudová   | 7-5, 7-5      | Parcours |
| 11 | 11-09-1995 | Warsaw Cup by Heros Varsovie | Tier III  | 161 250 $ | Terre (ext.) | Laura Garrone     | Henrieta Nagyová Denisa Szabová    | 5-7, 6-2, 6-3 | Parcours |

### Finales en double dames
| No | Date       | Nom et lieu du tournoi               | Catégorie | Dotation  | Surface         | Vainqueures                         | Partenaire         | Score         |          |
| -- | ---------- | ------------------------------------ | --------- | --------- | --------------- | ----------------------------------- | ------------------ | ------------- | -------- |
| 1  | 04-11-1985 | Hewlett-Packard Trophy Hilversum     |           | 75 000 $  | Moquette (int.) | Marcella Mesker Catherine Tanvier   | Sabrina Goleš      | 6-2, 6-2      | Parcours |
| 2  | 06-07-1987 | Volvo Ladies Event Båstad            |           | 75 000 $  | Terre (ext.)    | Penny Barg Tine Scheuer-Larsen      | Patricia Tarabini  | 6-1, 6-2      | Parcours |
| 3  | 28-09-1987 | [[\|First Clarins Open]] Paris       |           | 50 000 $  | Terre (ext.)    | Isabelle Demongeot Nathalie Tauziat | NC                 | 1-6, 6-3, 6-3 | Parcours |
| 4  | 18-07-1988 | Aix-en-Provence                      | Tier V    | 100 000 $ | Terre (ext.)    | Nathalie Herreman Catherine Tanvier | Arantxa Sánchez    | 6-4, 7-5      | Parcours |
| 5  | 16-04-1990 | Eckerd Tennis Open Tampa             | Tier III  | 225 000 $ | Terre (ext.)    | Mercedes Paz Arantxa Sánchez        | Laura Arraya       | 6-2, 6-0      | Parcours |
| 6  | 10-09-1990 | Austrian Open Kitzbühel              | Tier IV   | 100 000 $ | Terre (ext.)    | Petra Langrová Radka Zrubáková      | Patricia Tarabini  | 6-0, 6-4      | Parcours |
| 7  | 22-04-1991 | Croatian Lottery Cup Bol             | Tier V    | 100 000 $ | Terre (ext.)    | Laura Golarsa Magdalena Maleeva     | Laura Garrone      | Forfait       | Parcours |
| 8  | 15-07-1991 | Citroen Austrian Open Kitzbühel      | Tier IV   | 150 000 $ | Terre (ext.)    | Bettina Fulco Nicole Jagerman       | Patricia Tarabini  | 7-5, 6-4      | Parcours |
| 9  | 20-07-1992 | Internazionali di Tennis Saint-Marin | Tier V    | 100 000 $ | Terre (ext.)    | Alexia Dechaume Florencia Labat     | Laura Garrone      | 7-6, 7-5      | Parcours |
| 10 | 18-10-1993 | Budapest Open Budapest               | Tier III  | 150 000 $ | Moquette (int.) | Inés Gorrochategui Caroline Vis     | Patricia Tarabini  | 6-1, 6-3      | Parcours |
| 11 | 25-04-1994 | Ilva Trophy Tarente                  | Tier IV   | 100 000 $ | Terre (ext.)    | Irina Spîrlea Noëlle van Lottum     | Isabelle Demongeot | 6-3, 2-6, 6-1 | Parcours |

## Parcours en Grand Chelem

### En simple dames
| Année | Open d'Australie (janvier) | Open d'Australie (janvier) | Internationaux de France | Internationaux de France | Wimbledon       | Wimbledon            | US Open         | US Open              | Open d'Australie (décembre) | Open d'Australie (décembre) |
| ----- | -------------------------- | -------------------------- | ------------------------ | ------------------------ | --------------- | -------------------- | --------------- | -------------------- | --------------------------- | --------------------------- |
| 1984  | n/a                        | n/a                        | 1er tour (1/64)          | Natasha Reva             | 2e tour (1/32)  | Helena Suková        | 1er tour (1/64) | Elise Burgin         | -                           | -                           |
| 1985  | n/a                        | n/a                        | 1/4 de finale            | Martina Navrátilová      | 2e tour (1/32)  | Bettina Bunge        | 3e tour (1/16)  | Martina Navrátilová  | -                           | -                           |
| 1986  | n/a                        | n/a                        | 1er tour (1/64)          | Martina Navrátilová      | 1er tour (1/64) | Anna Maria Fernández | 1er tour (1/64) | Marianne Werdel      | n/a                         | n/a                         |
| 1987  | -                          | -                          | 1er tour (1/64)          | Manuela Maleeva          | -               | -                    | 3e tour (1/16)  | Claudia Kohde-Kilsch | n/a                         | n/a                         |
| 1988  | -                          | -                          | 3e tour (1/16)           | Brenda Schultz           | -               | -                    | 1er tour (1/64) | Sandra Wasserman     | n/a                         | n/a                         |
| 1989  | -                          | -                          | 1er tour (1/64)          | Barbara Paulus           | -               | -                    | 1er tour (1/64) | Jill Hetherington    | n/a                         | n/a                         |
| 1990  | -                          | -                          | 3e tour (1/16)           | Steffi Graf              | 1er tour (1/64) | Camille Benjamin     | 2e tour (1/32)  | Katia Piccolini      | n/a                         | n/a                         |
| 1991  | -                          | -                          | 4e tour (1/8)            | Monica Seles             | 1er tour (1/64) | Elizabeth Smylie     | 2e tour (1/32)  | Zina Garrison        | n/a                         | n/a                         |
| 1992  | -                          | -                          | 2e tour (1/32)           | Gabriela Sabatini        | -               | -                    | 1er tour (1/64) | Rene Simpson         | n/a                         | n/a                         |
| 1993  | -                          | -                          | 2e tour (1/32)           | K. Kroupová              | -               | -                    | 2e tour (1/32)  | Barbara Rittner      | n/a                         | n/a                         |
| 1994  | -                          | -                          | 2e tour (1/32)           | Ruxandra Dragomir        | 2e tour (1/32)  | Martina Navrátilová  | 3e tour (1/16)  | Arantxa Sánchez      | n/a                         | n/a                         |
| 1995  | -                          | -                          | 1er tour (1/64)          | Sabine Appelmans         | 1er tour (1/64) | Helena Suková        | 1er tour (1/64) | Jana Novotná         | n/a                         | n/a                         |
| 1996  | 1er tour (1/64)            | Nana Miyagi                | 2e tour (1/32)           | Linda Wild               | -               | -                    | 1er tour (1/64) | Tami Whitlinger      | n/a                         | n/a                         |
| 1997  | -                          | -                          | 2e tour (1/32)           | Anna Kournikova          | -               | -                    | -               | -                    | n/a                         | n/a                         |
| 1998  | -                          | -                          | 1er tour (1/64)          | Flora Perfetti           | -               | -                    | -               | -                    | n/a                         | n/a                         |

À droite du résultat, l’ultime adversaire.

### En double dames
| Année | Open d'Australie (janvier)    | Open d'Australie (janvier) | Internationaux de France      | Internationaux de France   | Wimbledon                     | Wimbledon                  | US Open                       | US Open                    | Open d'Australie (décembre) | Open d'Australie (décembre) |
| ----- | ----------------------------- | -------------------------- | ----------------------------- | -------------------------- | ----------------------------- | -------------------------- | ----------------------------- | -------------------------- | --------------------------- | --------------------------- |
| 1984  | n/a                           | n/a                        | -                             | -                          | 2e tour (1/16) S. Simmonds    | Kathy Jordan Anne Smith    | -                             | -                          | -                           | -                           |
| 1985  | n/a                           | n/a                        | 3e tour (1/8) Laura Arraya    | Bettina Bunge Eva Pfaff    | 1er tour (1/32) M. Schropp    | H. Mandlíková W. Turnbull  | 1er tour (1/32) Neige Dias    | C. Lindqvist J. Russell    | -                           | -                           |
| 1986  | n/a                           | n/a                        | 2e tour (1/16) Sabrina Goleš  | Chris Evert Anne White     | 1er tour (1/32) R. Reggi      | A. Holíková K. Skronská    | 3e tour (1/8) Sabrina Goleš   | G. Fernández Robin White   | n/a                         | n/a                         |
| 1987  | -                             | -                          | 2e tour (1/16) Sabrina Goleš  | I. Demongeot N. Tauziat    | -                             | -                          | 1er tour (1/32) Sabrina Goleš | R. Fairbank B. Potter      | n/a                         | n/a                         |
| 1988  | -                             | -                          | 1er tour (1/32) Sabrina Goleš | C. Lindqvist Tine Scheuer  | -                             | -                          | 2e tour (1/16) Sabrina Goleš  | Lori McNeil B. Nagelsen    | n/a                         | n/a                         |
| 1989  | -                             | -                          | 1er tour (1/32) Laura Arraya  | A. Sánchez J. Wiesner      | -                             | -                          | 1er tour (1/32) P. Tarabini   | M. Lindström H. Ludloff    | n/a                         | n/a                         |
| 1990  | -                             | -                          | 1/4 de finale P. Tarabini     | L. Neiland N. Zvereva      | 1er tour (1/32) Laura Arraya  | Henricksson Van Rensburg   | 3e tour (1/8) P. Tarabini     | Steffi Graf Lori McNeil    | n/a                         | n/a                         |
| 1991  | -                             | -                          | 1er tour (1/32) S. Appelmans  | Bryukhovets E. Maniokova   | -                             | -                          | 1er tour (1/32) P. Tarabini   | K. Kschwendt B. Schultz    | n/a                         | n/a                         |
| 1992  | -                             | -                          | 1er tour (1/32) Laura Arraya  | C. Martínez A. Sánchez     | -                             | -                          | 1er tour (1/32) P. Tarabini   | Hetherington Kathy Rinaldi | n/a                         | n/a                         |
| 1993  | -                             | -                          | 1/2 finale P. Tarabini        | G. Fernández N. Zvereva    | -                             | -                          | 1/4 de finale P. Tarabini     | G. Fernández N. Zvereva    | n/a                         | n/a                         |
| 1994  | -                             | -                          | 3e tour (1/8) P. Tarabini     | G. Fernández N. Zvereva    | 2e tour (1/16) P. Tarabini    | Nicole Arendt K. Radford   | 2e tour (1/16) P. Tarabini    | Elly Hakami D. Scott       | n/a                         | n/a                         |
| 1995  | -                             | -                          | 1er tour (1/32) I. Demongeot  | J. Kruger Iva Majoli       | 3e tour (1/8) I. Demongeot    | Amy Frazier Kimberly Po    | 1er tour (1/32) I. Demongeot  | M. McGrath L. Neiland      | n/a                         | n/a                         |
| 1996  | 1er tour (1/32) Laura Garrone | M. McGrath L. Neiland      | 1er tour (1/32) Laura Garrone | Nicole Arendt M. Bollegraf | 1er tour (1/32) Laura Garrone | Nicole Arendt M. Bollegraf | 1er tour (1/32) Laura Garrone | Hetherington Kathy Rinaldi | n/a                         | n/a                         |

Sous le résultat, la partenaire ; à droite, l’ultime équipe adverse.

### En double mixte
| Année | Open d'Australie | Open d'Australie | Internationaux de France  | Internationaux de France | Wimbledon                    | Wimbledon                  | US Open                  | US Open                  |
| ----- | ---------------- | ---------------- | ------------------------- | ------------------------ | ---------------------------- | -------------------------- | ------------------------ | ------------------------ |
| 1986  | n/a              | n/a              | 2e tour (1/16) S. Colombo | Navrátilová H. Günthardt | -                            | -                          | -                        | -                        |
| 1994  | -                | -                | -                         | -                        | 2e tour (1/16) Jack Waite    | M. McGrath M. Woodforde    | 1er tour (1/16) Lan Bale | Patty Fendick Mike Bauer |
| 1995  | -                | -                | -                         | -                        | 2e tour (1/16) Diego Nargiso | MJ Fernández Sandon Stolle | -                        | -                        |

Sous le résultat, le partenaire ; à droite, l’ultime équipe adverse.

## Parcours aux Jeux olympiques

### En simple dames
| # | Date       | Nom de l'olympiade               | Surface      | Résultat       | Ultime adversaire | Score         |          |
| - | ---------- | -------------------------------- | ------------ | -------------- | ----------------- | ------------- | -------- |
| 1 | 06/08/1984 | Olympic Tennis Event Los Angeles | Dur (ext.)   | 2e tour (1/8)  | Steffi Graf       | 0-6, 6-3, 6-4 | Parcours |
| 2 | 20/09/1988 | Olympic Tennis Event Séoul       | Dur (ext.)   | 2e tour (1/16) | Chris Evert       | 6-2, 6-2      | Parcours |
| 3 | 28/07/1992 | Olympic Tennis Event Barcelone   | Terre (ext.) | 2e tour (1/16) | Conchita Martínez | 6-4, 6-3      | Parcours |

### En double dames
| # | Date       | Nom de l'olympiade         | Surface    | Résultat       | Partenaire      | Ultimes adversaires         | Score          |          |
| - | ---------- | -------------------------- | ---------- | -------------- | --------------- | --------------------------- | -------------- | -------- |
| 1 | 20/09/1988 | Olympic Tennis Event Séoul | Dur (ext.) | 1er tour (1/8) | Raffaella Reggi | Etsuko Inoue Kumiko Okamoto | 6-3, 6-74, 8-6 | Parcours |

## Parcours en Coupe de la Fédération
| #                                                                     | Date       | Lieu       | Surface             | Gagnante(s)                       | Perdante(s)                     | Score           |          |
|                                                                       |            |            |                     |                                   |                                 |                 |          |
| 1983 - 1er tour (groupe mondial) - Italie - Autriche - 2 : 1          |            |            |                     |                                   |                                 |                 |          |
| 1                                                                     | 18/07/1983 | Zurich     | Terre (ext.)        | Sandra Cecchini Raffaella Reggi   | Petra Huber Andrea Pesak        | 7-6, 2-6, 6-2   | Parcours |
|                                                                       |            |            |                     |                                   |                                 |                 |          |
| 1983 - 2e tour (groupe mondial) - Tchécoslovaquie - Italie - 2 : 1    |            |            |                     |                                   |                                 |                 |          |
| 2                                                                     | 18/07/1983 | Zurich     | Terre (ext.)        | Hana Mandlíková Helena Suková     | Sandra Cecchini Raffaella Reggi | 6-1, 6-4        | Parcours |
|                                                                       |            |            |                     |                                   |                                 |                 |          |
| 1984 - 1er tour (groupe mondial) - Canada - Italie - 1 : 2            |            |            |                     |                                   |                                 |                 |          |
| 3                                                                     | 16/07/1984 | São Paulo  | Terre (ext.)        | Sandra Cecchini                   | Marianne Groat                  | 7-5, 6-2        | Parcours |
|                                                                       |            |            |                     |                                   |                                 |                 |          |
| 1984 - 2e tour (groupe mondial) - Autriche - Italie - 0 : 2           |            |            |                     |                                   |                                 |                 |          |
| 4                                                                     | 16/07/1984 | São Paulo  | Terre (ext.)        | Sandra Cecchini                   | Judith Wiesner                  | 2-6, 6-4, 6-2   | Parcours |
|                                                                       |            |            |                     |                                   |                                 |                 |          |
| 1984 - 1/4 de finale (groupe mondial) - États-Unis - Italie - 2 : 1   |            |            |                     |                                   |                                 |                 |          |
| 5                                                                     | 16/07/1984 | São Paulo  | Terre (ext.)        | Kathleen Horvath                  | Sandra Cecchini                 | 6-3, 7-5        | Parcours |
| 5                                                                     | 16/07/1984 | São Paulo  | Terre (ext.)        | Kathy Jordan Anne Smith           | Sandra Cecchini Raffaella Reggi | 6-3, 6-1        | Parcours |
|                                                                       |            |            |                     |                                   |                                 |                 |          |
| 1985 - 1er tour (groupe mondial) - Italie - Taïwan - 3 : 0            |            |            |                     |                                   |                                 |                 |          |
| 6                                                                     | 08/10/1985 | Nagoya     | Dur (ext.)          | Sandra Cecchini                   | Lai Su-Lin                      | 6-1, 6-0        | Parcours |
| 6                                                                     | 08/10/1985 | Nagoya     | Dur (ext.)          | Sandra Cecchini Raffaella Reggi   | Lai Su-Lin Wen Hsiu-Tsuan       | 6-1, 6-0        | Parcours |
|                                                                       |            |            |                     |                                   |                                 |                 |          |
| 1985 - 2e tour (groupe mondial) - Italie - Mexique - 3 : 0            |            |            |                     |                                   |                                 |                 |          |
| 7                                                                     | 08/10/1985 | Nagoya     | Dur (ext.)          | Sandra Cecchini                   | Claudia Hernandez               | 6-2, 6-4        | Parcours |
| 7                                                                     | 08/10/1985 | Nagoya     | Dur (ext.)          | Sandra Cecchini Laura Garrone     | Claudia Hernandez Maluca Llamas | 6-3, 6-3        | Parcours |
|                                                                       |            |            |                     |                                   |                                 |                 |          |
| 1985 - 1/4 de finale (groupe mondial) - Italie - Australie - 0 : 3    |            |            |                     |                                   |                                 |                 |          |
| 8                                                                     | 08/10/1985 | Nagoya     | Dur (ext.)          | Anne Minter                       | Sandra Cecchini                 | 6-3, 6-2        | Parcours |
|                                                                       |            |            |                     |                                   |                                 |                 |          |
| 1986 - 1er tour (groupe mondial) - Nouvelle-Zélande - Italie - 1 : 2  |            |            |                     |                                   |                                 |                 |          |
| 9                                                                     | 22/07/1986 | Prague     | Terre (ext.)        | Belinda Cordwell Julie Richardson | Sandra Cecchini Raffaella Reggi | 6-3, 6-3        | Parcours |
|                                                                       |            |            |                     |                                   |                                 |                 |          |
| 1986 - 2e tour (groupe mondial) - Yougoslavie - Italie - 1 : 2        |            |            |                     |                                   |                                 |                 |          |
| 10                                                                    | 22/07/1986 | Prague     | Terre (ext.)        | Sandra Cecchini                   | Karmen Skulj                    | 6-76, 7-66, 6-3 | Parcours |
|                                                                       |            |            |                     |                                   |                                 |                 |          |
| 1986 - 1/4 de finale (groupe mondial) - États-Unis - Italie - 2 : 1   |            |            |                     |                                   |                                 |                 |          |
| 11                                                                    | 22/07/1986 | Prague     | Terre (ext.)        | Sandra Cecchini                   | Chris Evert                     | 3-6, 6-4, 6-3   | Parcours |
|                                                                       |            |            |                     |                                   |                                 |                 |          |
| 1987 - 1er tour (groupe mondial) - Belgique - Italie - 1 : 2          |            |            |                     |                                   |                                 |                 |          |
| 12                                                                    | 28/07/1987 | Vancouver  |                     | Sandra Cecchini                   | Sandra Wasserman                | 6-1, 6-0        | Parcours |
|                                                                       |            |            |                     |                                   |                                 |                 |          |
| 1987 - 2e tour (groupe mondial) - Grande-Bretagne - Italie - 2 : 1    |            |            |                     |                                   |                                 |                 |          |
| 13                                                                    | 28/07/1987 | Vancouver  |                     | Sara Gomer                        | Sandra Cecchini                 | 6-7, 6-1, 6-3   | Parcours |
| 13                                                                    | 28/07/1987 | Vancouver  | Jo Durie Anne Hobbs | Sandra Cecchini Raffaella Reggi   | 6-7, 7-5, 6-4                   |                 | Parcours |
|                                                                       |            |            |                     |                                   |                                 |                 |          |
| 1989 - 1er tour (groupe mondial) - Italie - Nouvelle-Zélande - 1 : 2  |            |            |                     |                                   |                                 |                 |          |
| 14                                                                    | 03/10/1989 | Tokyo      | Dur (ext.)          | Claudine Toleafoa                 | Sandra Cecchini                 | 6-4, 4-6, 10-8  | Parcours |
|                                                                       |            |            |                     |                                   |                                 |                 |          |
| 1991 - 1er tour (groupe mondial) - Israël - Italie - 1 : 2            |            |            |                     |                                   |                                 |                 |          |
| 15                                                                    | 23/07/1991 | Nottingham |                     | Sandra Cecchini Linda Ferrando    | Ilana Berger Limor Zaltz        | 6-3, 6-71, 6-3  | Parcours |
|                                                                       |            |            |                     |                                   |                                 |                 |          |
| 1991 - 2e tour (groupe mondial) - Grande-Bretagne - Italie - 0 : 2    |            |            |                     |                                   |                                 |                 |          |
| 16                                                                    | 24/07/1991 | Nottingham |                     | Sandra Cecchini                   | Jo Durie                        | 7-5, 6-4        | Parcours |
|                                                                       |            |            |                     |                                   |                                 |                 |          |
| 1991 - 1/4 de finale (groupe mondial) - Allemagne - Italie - 2 : 1    |            |            |                     |                                   |                                 |                 |          |
| 17                                                                    | 26/07/1991 | Nottingham |                     | Anke Huber                        | Sandra Cecchini                 | 6-2, 6-3        | Parcours |
|                                                                       |            |            |                     |                                   |                                 |                 |          |
| 1992 - 1er tour (groupe mondial) - Corée du Sud - Italie - 2 : 1      |            |            |                     |                                   |                                 |                 |          |
| 18                                                                    | 14/07/1992 | Francfort  | Terre (ext.)        | Sandra Cecchini                   | Park Sung-hee                   | 6-4, 6-0        | Parcours |
| 18                                                                    | 14/07/1992 | Francfort  | Terre (ext.)        | Kim Il-soon Lee Jeong-myung       | Sandra Cecchini Linda Ferrando  | 2-6, 7-67, 6-3  | Parcours |
|                                                                       |            |            |                     |                                   |                                 |                 |          |
| 1992 - Barrage (groupe mondial I) - Italie - Hongrie - 0 : 3          |            |            |                     |                                   |                                 |                 |          |
| 19                                                                    | 16/07/1992 | Francfort  | Terre (ext.)        | Andrea Temesvári                  | Sandra Cecchini                 | 6-1, 1-0, ab.   | Parcours |
|                                                                       |            |            |                     |                                   |                                 |                 |          |
| 1993 - 1er tour (groupe mondial) - Italie - Israël - 3 : 0            |            |            |                     |                                   |                                 |                 |          |
| 20                                                                    | 19/07/1993 | Francfort  | Terre (ext.)        | Sandra Cecchini                   | Yael Segal                      | 6-1, 6-4        | Parcours |
|                                                                       |            |            |                     |                                   |                                 |                 |          |
| 1993 - 2e tour (groupe mondial) - République tchèque - Italie - 2 : 1 |            |            |                     |                                   |                                 |                 |          |
| 21                                                                    | 21/07/1993 | Francfort  | Terre (ext.)        | Sandra Cecchini                   | Jana Novotná                    | 0-6, 6-2, 6-3   | Parcours |
| 21                                                                    | 21/07/1993 | Francfort  | Terre (ext.)        | Jana Novotná Helena Suková        | Sandra Cecchini Silvia Farina   | 6-2, 6-2        | Parcours |
|                                                                       |            |            |                     |                                   |                                 |                 |          |
| 1994 - 1er tour (groupe mondial) - Italie - Danemark - 2 : 1          |            |            |                     |                                   |                                 |                 |          |
| 22                                                                    | 19/07/1994 | Francfort  | Terre (ext.)        | Sandra Cecchini                   | Karin Ptaszek                   | 6-1, 7-5        | Parcours |
|                                                                       |            |            |                     |                                   |                                 |                 |          |
| 1994 - 2e tour (groupe mondial) - Italie - France - 0 : 3             |            |            |                     |                                   |                                 |                 |          |
| 23                                                                    | 20/07/1994 | Francfort  | Terre (ext.)        | Mary Pierce                       | Sandra Cecchini                 | 6-0, 6-3        | Parcours |
|                                                                       |            |            |                     |                                   |                                 |                 |          |
| 1995 - 1/4 de finale (groupe mondial II) - Italie - Canada - 2 : 3    |            |            |                     |                                   |                                 |                 |          |
| 24                                                                    | 22/04/1995 | Ancona     | Terre (ext.)        | Rene Simpson                      | Sandra Cecchini                 | 6-4, 6-3        | Parcours |
| 24                                                                    | 22/04/1995 | Ancona     | Terre (ext.)        | Patricia Hy                       | Sandra Cecchini                 | 6-2, 6-3        | Parcours |

## Classements WTA en fin de saison

### En simple
| Année | 1983 | 1984 | 1985 | 1986 | 1987 | 1988 | 1989 | 1990 | 1991 | 1992 | 1993 | 1994 | 1995 | 1996 | 1997 | 1998 |
| Rang  | 121  | 49   | 49   | 73   | 18   | 21   | 26   | 20   | 27   | 34   | 55   | 33   | 106  | 80   | 204  | 196  |

Source : (en) « Classements de Sandra Cecchini », sur le site officiel du WTA Tour

### En double
| Année | 1986 | 1987 | 1988 | 1989 | 1990 | 1991 | 1992 | 1993 | 1994 | 1995 | 1996 | 1997 | 1998 |
| Rang  | 51   | 56   | 72   | 47   | 33   | 48   | 58   | 25   | 48   | 67   | 147  | 236  | 280  |

Source : (en) « Classements de Sandra Cecchini », sur le site officiel du WTA Tour